# SV Germania Stolp
SV Germania Stolp (celým názvem: Sportverein Germania 1903 Stolp) byl německý sportovní klub, který sídlil v pomořanském městě Stolp (dnešní Słupsk v Pomořském vojvodství). Založen byl v roce 1903, zanikl v roce 1945 po polské anexi východních Pomořan. Klubové barvy byly černá, červená a bílá.
Své domácí zápasy odehrával na stadionu Joachim-Albrecht-Platz.

## Historické názvy
Zdroj: 
- 1903 – FV Stolp (Fußballverein Stolp)
- 1907 – SV Germania Stolp (Sportverein Germania 1903 Stolp)
- 1945 – zánik

## Umístění v jednotlivých sezonách
Stručný přehled
Zdroj: 
- 1933–1937: Gauliga Pommern Ost
- 1937–1939: Gauliga Pommern
- 1939–1944: Gauliga Pommern Ost

Jednotlivé ročníky
Zdroj: 
Legenda: Z - zápasy, V - výhry, R - remízy, P - porážky, VG - vstřelené góly, OG - obdržené góly, +/- - rozdíl skóre, B - body, červené podbarvení - sestup, zelené podbarvení - postup, fialové podbarvení - reorganizace, změna skupiny či soutěže
| Velkoněmecká říše (1933 – 1944) |                     |        |    |    |   |   |    |    |     |    |        |
| Sezóny                          | Liga                | Úroveň | Z  | V  | R | P | VG | OG | +/- | B  | Pozice |
| 1933/34                         | Gauliga Pommern Ost | 1      | 12 | 3  | 0 | 9 | 29 | 38 | -9  | 6  | 6.     |
| 1934/35                         | Gauliga Pommern Ost | 1      | 12 | 5  | 3 | 4 | 43 | 30 | +13 | 13 | 4.     |
| 1935/36                         | Gauliga Pommern Ost | 1      | 12 | 7  | 1 | 4 | 39 | 38 | +1  | 15 | 3.     |
| 1936/37                         | Gauliga Pommern Ost | 1      | 12 | 7  | 2 | 3 | 26 | 25 | +1  | 16 | 3.     |
| 1937/38                         | Gauliga Pommern     | 1      | 18 | 8  | 4 | 6 | 23 | 25 | -2  | 20 | 4.     |
| 1938/39                         | Gauliga Pommern     | 1      | 18 | 12 | 2 | 4 | 44 | 25 | +19 | 26 | 3.     |
| 1939/40                         | Gauliga Pommern Ost | 1      | 6  | 5  | 0 | 1 | 23 | 6  | +17 | 10 | 1.     |
| 1940/41                         | Gauliga Pommern Ost | 1      | 10 | 10 | 0 | 0 | 50 | 15 | +35 | 20 | 1.     |
| 1941/42                         | Gauliga Pommern Ost | 1      | 10 | 4  | 2 | 4 | 16 | 18 | -2  | 10 | 4.     |
| 1942/43                         | Gauliga Pommern Ost | 1      | 10 | 2  | 0 | 8 | 9  | 38 | -29 | 4  | 5.     |
| 1943/44                         | Gauliga Pommern Ost | 1      | 10 | 2  | 2 | 6 | 14 | 37 | -23 | 6  | 5.     |

Poznámky:
- 1939/40: Germania Stolp (vítěz sk. Ost) ve finále prohrála s VfL Stettin (vítěz sk. West) celkovým poměrem 4:7 (1. zápas – 1:2, 2. zápas – 1:0, 3. zápas – 2:5).
- 1940/41: Germania Stolp (vítěz sk. Ost) ve finále prohrála s LSV Stettin (vítěz sk. West) celkovým poměrem 1:13 (1. zápas – 1:11, 2. zápas – 0:2).